# هکتور هوگان
هکتور هوگان (انگلیسی: Hector Hogan; ۱۵ ژوئیهٔ ۱۹۳۱ – ۲ سپتامبر ۱۹۶۰) ورزشکار دو و میدانی، و دونده اهل استرالیا بود.
وی در مسابقات کشوری و بین‌المللی در مجموع برندهٔ ۴ مدال برنز شده‌است.